# Jaume Roig (Valencia)

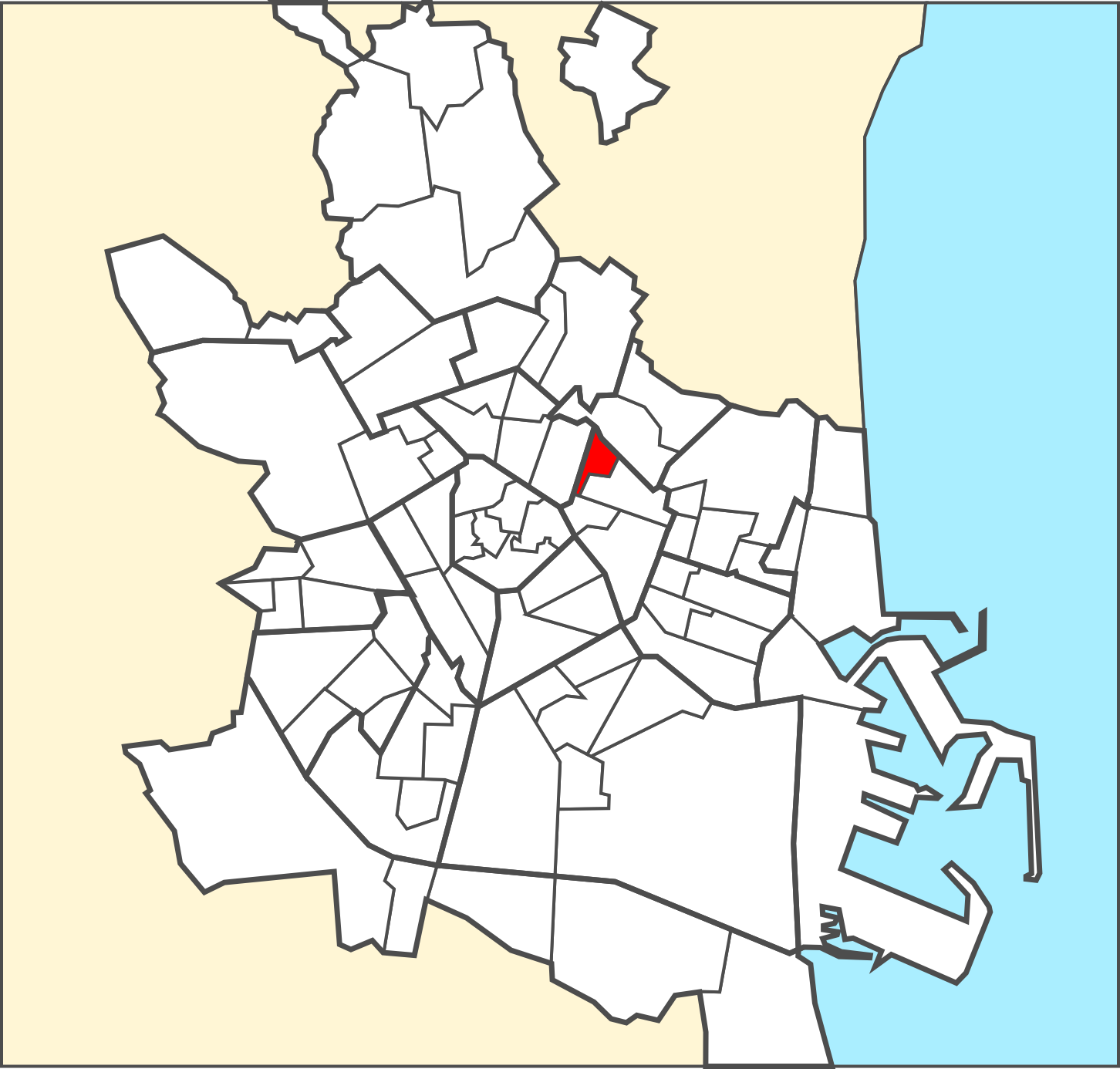
Localización del barrio de Jaime Roig en la ciudad de Valencia.

Jaume Roig es un barrio de la ciudad de Valencia (España), perteneciente al distrito de El Pla del Real. Está situado en el centro de la ciudad y limita al norte con Benimaclet, al este con Ciudad Universitaria, al sur con Exposición y al oeste con Trinidad. Su población en 2022 era de 6.359 habitantes.